# Criptozoologie
Criptozoologia (limba greacă: κρυπτός, kryptós, ascuns; ζῷον, zôon, animal; și λόγος, logos, știință) este pseudoștiință bazată pe folclor care urmărește să demonstreze supraviețuirea unor specii de animale dispărute (dinozauri, pterozauri, mamifere mari din Pleistocen...) sau existența reală a altora care sunt cunoscute doar prin mituri sau „dovezi” de veridicitate dubioasă (monstrul Loch Ness, Yeti, Bigfoot, etc.).